# Île du Colombier
L'île du Colombier est une île située sur le Rhône, dans le département du Vaucluse en région Provence-Alpes-Côte d'Azur, appartenant administrativement à Piolenc.